# 푸아드 바치루
푸아드 바치루(프랑스어: Fouad Bachirou, 1990년 4월 15일 ~ )는 노던 프리미어리그 프리미어 디비전 클럽 매트록 타운에서 미드필더로 뛰고 있는 코모로의 프로 축구 선수이다.
파리 생제르맹 리저브, 스코틀랜드 클럽 그리녹 모턴, 스웨덴 클럽 외스테르순드와 말뫼, EFL 챔피언십 팀 노팅엄 포리스트에서 활약한 바 있다. 프랑스에서 태어난 그는 코모로 국가대표팀으로 합류해 활약하고 있다.

## 구단 경력

### 외스테르순드
바치루는 2014년 8월, 외스테르순드로 깜짝 이적했다. 그는 벤치 원정에서 승격 클럽인 후스크바르나로 데뷔했다. 외스테르순드에서 뛰는 동안 두 팀은 알스벤스칸으로 승격되어 스벤스카 쿠펜에서 우승하고 2017-18년 UEFA 유로파리그에 진출하는 데 성공했다.

### 말뫼
2018년 1월 9일, 스웨덴 챔피언 말뫼는 약 60만 파운드의 이적료로 바치루의 이적을 확정했다.

### 노팅엄 포리스트
2020년 8월 26일, 바치루는 공개되지 않은 이적료로 EFL 챔피언십 팀인 노팅엄 포리스트에 합류했다. 그는 반즐리와의 EFL컵 경기에서 1군 데뷔 전을 치렀다. 여름 이적 시장에서 사브리 라무시의 '우선 목표'임에도 불구하고 바치루는 2020-21년 시즌 동안 포리스트에서 단 세 번만 출전했다. 시즌이 끝날 무렵, 바치루는 크리스 휴턴의 계획에 포함되지 않았고 자유롭게 클럽을 떠날 수 있다는 통보를 받았다.

### 오모니아
2021년 8월 16일, 바치루는 키프로스 1부 리그 팀인 오모니아와 자유 이적했다. 2년 만에 그는 키프로스 컵에서 두 번이나 우승하는 데 일조했다.

## 국가대표팀 경력
2014년 2월, 바치루는 부르키나파소와의 친선 경기를 위해 코모로 국가대표팀 소집을 받았다. 바치루는 프랑스 마르세유에서 코모로가 1-1 무승부를 기록하는 동안 90분 동안 경기에 출전했다.
그는 나이로비에서 열린 케냐와의 아프리카 네이션스컵 1라운드 예선 1차전에서 첫 출전하여 두 번째 출전권을 획득했다. 바치루는 경기를 시작했지만 코모로의 1-0 패배를 막지 못했다.

## 사생활
바치루는 무슬림이며 부모님은 코모로 출신이다. 2019년에는 스코틀랜드 출신 약혼녀 데비와 결혼했다.